# Логин, Ирина
Ирина Логин (рум. Irina Loghin; род. 19 февраля 1939, Прахова, Румыния) — румынская фольклорная певица. Она была удостоена титула Королевы фольклорной музыки Румынии. В октябре 1998 года она вступила в партию «Великая Румыния». В 2004—2008 гг. избрана румынским сенатором в уезде Джурджу, по партийным спискам PRM. Народная артистка Молдовы (2010).

## Семья
Замужем за известным румынским спортсменом Йоном Черней, двое детей (сын Чиприан и дочь Иринука).

## Награды
- Командор ордена «За верную службу» (29 ноября 2002 года)[4]
- Великий офицер ордена «За заслуги перед культурой»[рум.] в категории D «Исполнительское искусство» (7 февраля 2004 года)[5]
- Орден «За заслуги перед культурой»[рум.] 4 класса (19 декабря 1967 года)[6]
- Орден Почёта (9 октября 2012 года, Молдова) — в знак высокого признания особых заслуг в развитии музыкального искусства, за значительный вклад в пропаганду национального фольклорного наследия и плодотворную творческую деятельность[7]. Награду певице вручил 15 мая 2014 года президент Молдовы Николай Тимофти, сообщила пресс-служба президента РМ. Награждая певицу, Н. Тимофти отметил: «Вы представляете душу нашего народа», а его любимые песни — Valea Prahovei и Roata vieții. В ответ Ирина Логин отметила, что она «всегда носит Бессарабию в своём сердце, поскольку отец — уроженец села Зейкань бывшего Орхейского уезда».
- Народная артистка Молдовы (19 декабря 2010 года) — в знак глубокой признательности за особый вклад в развитие музыкального искусства, за выдающиеся успехи в творческой деятельности и заслуги в продвижении национальной духовности[8].
- Почётный гражданин Бухареста (26 февраля 2019 года)[9].

## Дискография

### Discuri vinil editate de Electrecord (1965—1995)
- 1965 — Măi bădiță, de pe grui
- 1966 — «Foicică din ponoare»
- 1967 — «Merișorii»
- 1967 — «Bădiță, de dorul tău»
- 1968 — «M-au cerut, la maica, doi»
- 1970 — «Pe drumul căruțelor» cu B. Sinulescu
- 1972 — «Întoarce-te, bade-n sat»
- 1973 — «Cine n-are dor, pe lume»
- 1974 — «Rămâi, mândruşo, cu bine» cu B. Sinulescu
- 1974 — «Cei trei brazi, de la Sinaia»
- 1974 — «Cerui sfatul florilor»
- 1975 — Spune, măiculiță, spune
- 1977 — «Miorița»
- 1978 — «Pe munții de piatră» cu B. Sinulescu
- 1982 — «Mugurel de primăvară»
- 1990 — Să cânt, cu drag, omului
- 1992 — «Deschide, gropare, mormântul»
- 1994 — «Estii, omule, ce e viața ?»